# David Santiago Agudelo Ospina
David Santiago Agudelo Ospina (Medellín, Antioquia, Colombia; 8 de febrero de 1997) es un futbolista colombiano que juega como guardameta en el Libertad FC de la Asociación de Fútbol de Pando de Bolivia.

## Clubes
| Club              | País     | Año       |
| ----------------- | -------- | --------- |
| Atlético Nacional | Colombia | 2016-2019 |
| Águilas Doradas   | Colombia | 2019-2021 |
| Atlético Nacional | Colombia | 2021      |
| Atlético F. C.    | Colombia | 2022      |
| Atlético Nacional | Colombia | 2023      |
| Cúcuta Deportivo  | Colombia | 2023-2024 |
| Atlético Nacional | Colombia | 2024      |
| Libertad FC       | Bolivia  | 2025-Act. |

## Palmarés

### Títulos nacionales
| Título                | Club              | País     | Año  |
| --------------------- | ----------------- | -------- | ---- |
| Torneo Apertura       | Atlético Nacional | Colombia | 2017 |
| Copa Colombia         | Atlético Nacional | Colombia | 2018 |
| Copa Colombia         | Atlético Nacional | Colombia | 2021 |
| Superliga de Colombia | Atlético Nacional | Colombia | 2023 |

### Títulos internacionales
| Título              | Club              | País     | Año  |
| ------------------- | ----------------- | -------- | ---- |
| Recopa Sudamericana | Atlético Nacional | Colombia | 2017 |